# Chamaecrista duckeana
Chamaecrista duckeana là một loài thực vật có hoa trong họ Đậu. Loài này được (P.Bezerra & Alf.Fern.) H.S.Irw miêu tả khoa học đầu tiên.